# Paracryptocanthon borgmeieri
Paracryptocanthon borgmeieri là một loài bọ cánh cứng trong họ Bọ hung (Scarabaeidae).